# Crepidogastrillus
Crepidogastrillus es un género de coleópteros adéfagos perteneciente a la familia Carabidae. 

## Especies
Relación de especies:
- Crepidogastrillus curtulus  Basilewsky, 1959